# Arbutus unedo
Arbutus unedo este un arbust vesnic verde sau un copac mic în familia plantelor cu flori Ericaceae, originar din regiunea mediteraneană și Europa de Vest. Pomul este bine cunoscut pentru fructele sale, care au o oarecare asemănare cu căpșunele - de unde și numele comun „copac de căpșuni.” Cu toate acestea, nu este strâns legat de planta Fragaria.
Prezența sa în Irlanda îi conferă, de asemenea, porecla „arbore irlandez de căpșuni”, sau cain, sau măr de trestie de ceai (de la numele irlandez al copacului, caithne), sau uneori „Kllarney⁠(d) copac de căpșuni.” Arborele de căpșuni este arborele național⁠(<span title="Lista arborilor naționali|arborele național la Wikidata">d) al Italiei datorită frunzelor sale verzi, florilor albe și fructelor de pădure roșii, culori care amintesc de steagul italian.

## Taxonomie
Arbutus unedo a fost una dintre numeroasele specii descrise de Carl Linnaeus în volumul unu al lucrării sale de referință din 1753 Specia Plantarum dându-i numele pe care îl poartă și astăzi.
Un studiu publicat în 2001, care a analizat ADN-ul ribozomal⁠(d) din Arbutus și genurile înrudite a constatat că Arbutus este Parafilie|parafilitic, iar A. unedo ca fiind strâns înrudit cu celelalte specii din Bazinul Mediteranean, cum ar fi A. andrachne și A. canariensis, și nu cu membrii nord-americani occidentali ai genului.
Arbutus unedo și A. andrachne hibridizează în mod natural acolo unde gamele lor se suprapun; hibrid a fost numit Arbutus, × andrachnoides (syn. A. × hybrida, sau A. andrachne × unedo);, moștenirea trăsăturilor ambelor specii mamă, deși fructele nu sunt de obicei suportate liber și ca hibrid este puțin probabil să se reproducă adevărat din semințe.
Este vândut în California ca Arbutus x Marina numit după un district din San Francisco, unde a fost hibridizat.

## Descriere

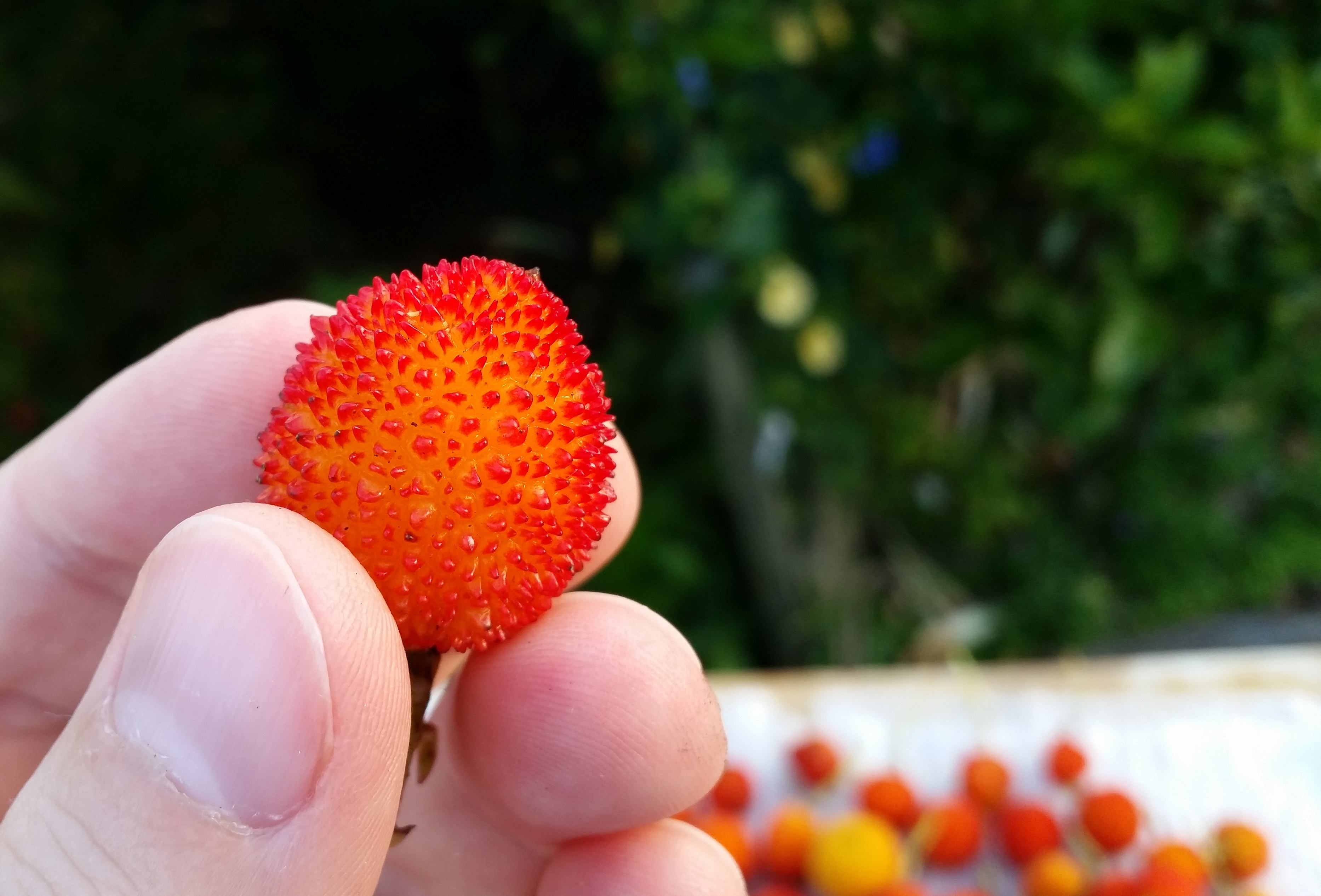
Fructe de Arbutus unedo

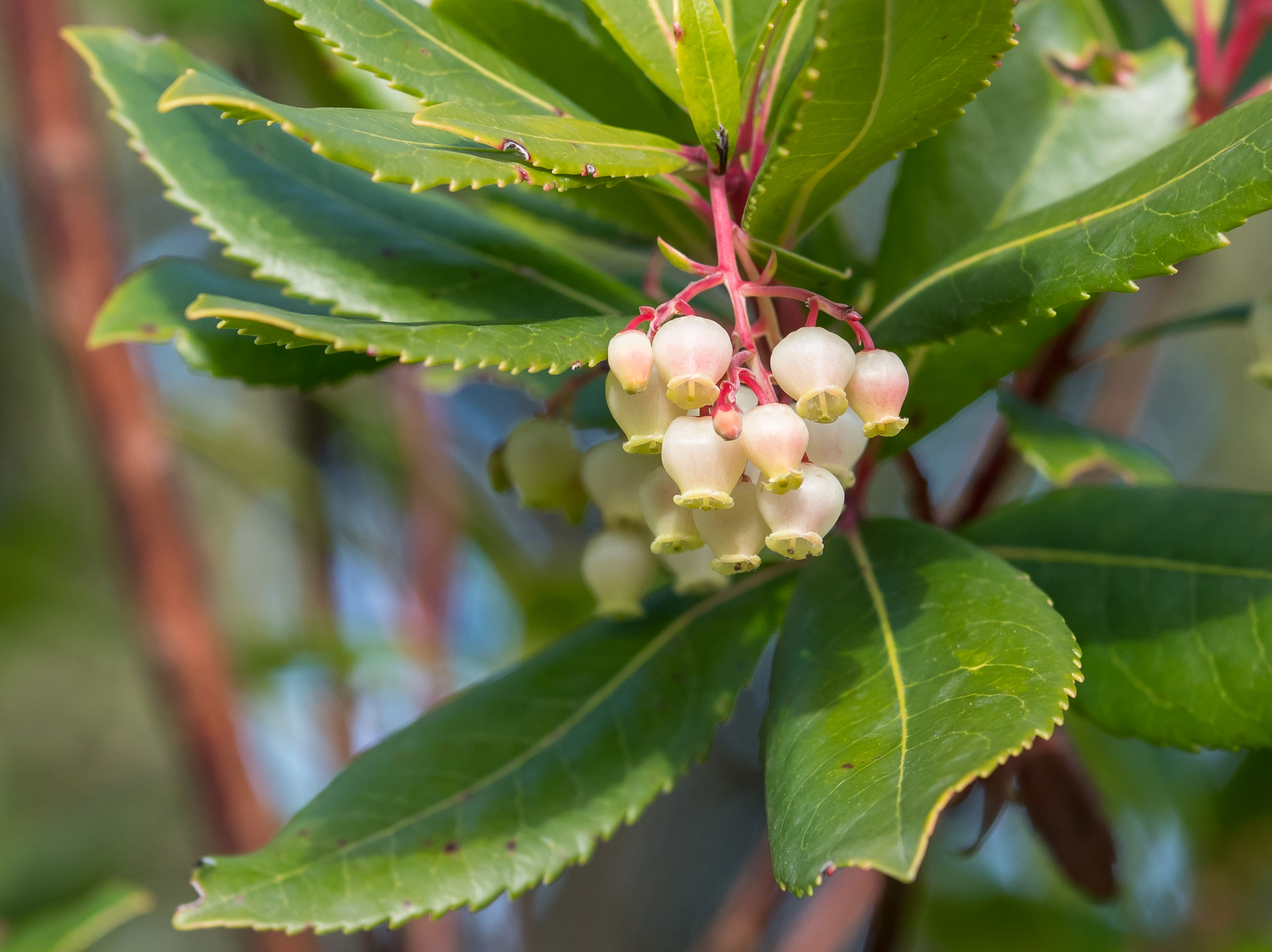
Flori

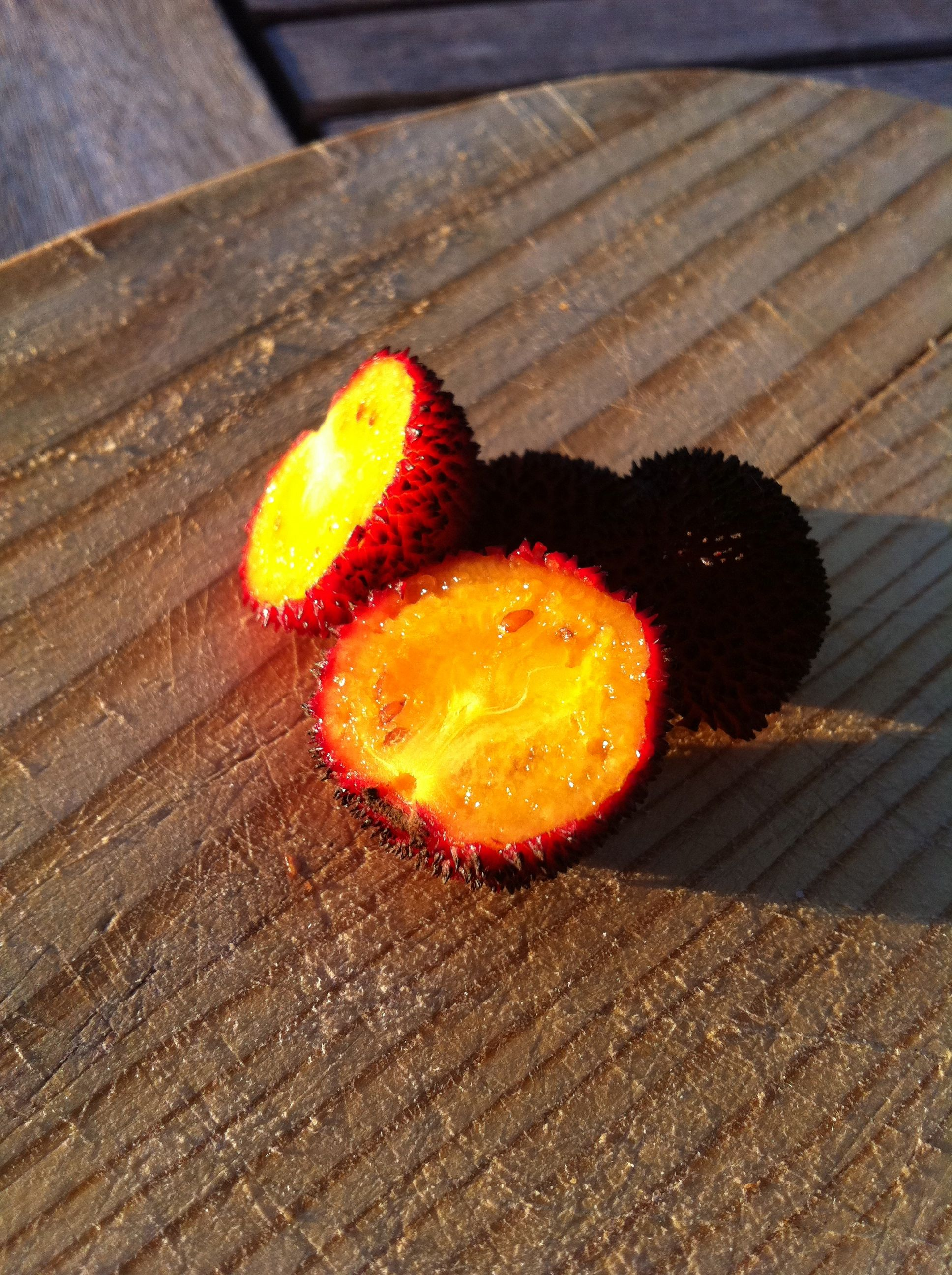
Fructe

Arbutus unedo crește înalt de până la 4–7 m (13–23 ft), rareori până la 15 m (49 ft), cu un diametru al trunchiului de până la 80 cm (31 in). Crește în zona de rezistență între 7-10 metri.
Frunzele sunt verzi și lucioase pe partea superioară, și mate pe partea inferioară, lungi de 8–10 cm (3,1–3,9 in) și late de 3–4 cm (1,2–1,6 in) broad, asemănătoare cu cele de lauraceae și cu o margine zimțată.
Florile hermaphrodite sunt albe (galbene când sunt deshidratate), în formă de clopot, de 7-8 mm in diametru, si cu flori de la un panicul agățat, roșiatie toamna. Sunt polenizate de albine și au un miros ușor dulce. Crengile sunt roșiașe-maronii, au frunziș abndent și au adesea perișori mici.
Fructul este o boabă roșie, cu un diametru de 0,7–2,0 cm, de formă sferică, cu o suprafață aspră. Se maturizează în aproximativ 12 luni, toamna, în același timp cu următoarea înflorire. Este comestibil; fructul este dulce când este roșcat. Semințele sunt mici, maro și colțoase și sunt adesea dispersate de păsările frugivore..
Numele unedo este atribuit lui Pliniu cel Bătrân, care ar fi susținut că „unum tantum edo”, însemnând „mănânc doar unul”.  Nu se știe dacă el a însemnat că fructul a fost atât de bun încât a putut mânca doar unul, sau dacă a însemnat că fructul a fost neinteresant, așa că a mâncat doar unul.

## Distribuție
Arbutus unedo este larg răspândită în regiunea mediteraneană: în Portugalia, Spania și sud-estul Franței; spre sud, în Algeria, Maroc, Libia și Tunisia, și spre est în Italia, Slovenia, Croația, Muntenegru, Grecia, Turcia, Iordania, Liban și Siria. Se găsește, de asemenea, în vestul Franței, Albania, Bulgaria și sud-vestul Irlandei.
Distribuția disjunctă⁠(<span title="Distribuție disjunctă|Distribuția disjunctă la Wikidata">d), cu o populație izolată relictă⁠(<span title="Relict|relictă la Wikidata">d) în sud-vestul și nord-vestul Irlandei, în special în Killarney și în jurul Lough Gill⁠(d) în Comitatul Sligo, care este cea mai nordică din lume, este o rămășiță a distribuției anterioare mai largi în timpul climatului mai blând din perioada atlantică⁠(<span title="Atlantic (perioada)|perioada atlantică la Wikidata">d), cea mai caldă și mai umedă Sistemul Blytt-Sernander⁠(de)[traduceți]/perioada Blytt-Sernander|Q886930}}, când clima a fost în general mai caldă decât în prezent. Varianta cu flori roșii, numită A. unedo rubra de William Aiton⁠(d) în 1785, a fost descoperită crescând sălbatic în Irlanda în 1835.